# Lynchia macculurei
Lynchia macculurei är en tvåvingeart som beskrevs av Maa 1969. Lynchia macculurei ingår i släktet Lynchia och familjen lusflugor.
Artens utbredningsområde är Thailand. Inga underarter finns listade i Catalogue of Life.